# Войничеве
Войниче́ве (в минулому — Гільдесгайм, Сорока, Борунча, Сорокове) — село в Україні, у Захарівській селищній громаді Роздільнянського району Одеської області. Населення становить 448 осіб.
До 17 липня 2020 року було підпорядковане Захарівському району, який був ліквідований.

## Населення
Згідно з переписом 1989 року населення села становило 423 особи, з яких 204 чоловіки та 219 жінок.
За переписом населення 2001 року в селі мешкало 445 осіб.

### Мова
Розподіл населення за рідною мовою за даними перепису 2001 року.
| Мова       | Відсоток |
| ---------- | -------- |
| українська | 87,28 %  |
| молдовська | 11,38 %  |
| російська  | 0,89 %   |
| болгарська | 0,45 %   |